# Danja (producteur)
Pour les articles homonymes, voir Danja et Hills.
Danja, de son vrai nom Floyd Nathaniel Hills, né le 11 avril 1982 à Virginia Beach, en Virginie, est un producteur de musique américain. Durant sa carrière, il produit pour des artistes de renom comme Britney Spears, Usher, Keri Hilson, T.I., Nelly Furtado, Kevin Cossom, Ciara, Mariah Carey, Timbaland, Madonna, J. Cole, Kanye West, Whitney Houston, Missy Elliott, Justin Timberlake, Joe Jonas, Simple Plan, The Clutch, Pink, T-Pain, Diddy, Björk et Duran Duran. Danja fait payer une chanson entre $50 000 et $100 000.

## Biographie
Né à Virginia Beach, il étudie le piano et la batterie à l'église durant sa pré-adolescence. En 2000, il travaille avec Teddy Riley sur l'album Level II du groupe Blackstreet. En 2001, il croise Timbaland lors d'une fête. Deux ans plus tard, les deux hommes commencent à travailler ensemble, à Miami, où Timbaland est basé,,.
Danja coproduit alors bon nombre de chansons qui permettent à Timbaland de revenir sur le devant de la scène, notamment en 2006 avec des titres comme Put You on the Game du rappeur The Game, Promiscuous et Say It Right de Nelly Furtado, SexyBack, What Goes Around...Comes Around et My Love de Justin Timberlake, Love Story de Katharine McPhee, Innocence et Earth Intruders de Björk, et Give It to Me et The Way I Are issues du deuxième album solo de Timbaland.
En 2007, il produit, entre autres, les titres Gimme More et Break the Ice sur l'album évènement de Britney Spears, Blackout, quatre ans après In the Zone. Il continue en parallèle de travailler avec Timbaland : il coproduit le single de Madonna 4 Minutes en 2008, ainsi que plusieurs autres chansons de l'album Hard Candy,. La même année, il retrouve Britney Spears pour l'album Circus, sur lequel il compose plusieurs morceaux dont Kill the Lights.
Il continue à intervenir pour de nombreux artistes, comme JoJo, ou encore Agnes Monica, sur l'album X en 2017 par exemple.